# Indeks troškova života
Indeks troškova života je teoretski indeks cijena koji mjeri relativne troškove života u vremena ili regijama. To je indeks koji mjeri razlike u cijenama roba i usluga i dopušta supstituciju s drugim artiklima kako cijene variraju.
Postoji mnogo različitih metodologija razvijenih za aproksimaciju indeksa troškova života. 
Konüsov indeks je vrsta indeksa troškova života koji koristi funkciju rashoda kao što je ona koja se koristi u procjeni očekivane kompenzacijske varijacije. Očekivana neizravna korisnost izjednačena je u oba razdoblja.

## Primjena na teoriju indeksa cijena
Indeks potrošačkih cijena (CPI) je indeks cijena koji se temelji na ideji indeksa troškova života. Ured za statistiku rada (BLS) američkog Ministarstva rada objašnjava da postoje razlike:
"CPI se često naziva indeksom troškova života, ali postoje važne razlike koje ga dijele od potpune mjere troškova života. BLS je neko vrijeme koristio okvir troškova života u donošenju praktičnih odluka o pitanjima koja se nameću pri konstruiranju CPI-a. Indeks troškova života je konceptualni cilj mjerenja, međutim, nije izravna alternativa CPI. Indeks troškova života mjerio bi promjene tijekom vremena u iznosu koji potrošači trebaju potrošiti da bi dosegli određenu razinu korisnosti ili životni standard. CPI i indeks troškova života bi odražavali promjene u cijenama dobara i usluga, kao što su hrana i odjeća koja se izravno kupuju na tržištu. No, potpuni indeks troškova života nadilazio bi to kako bi također uzeo u obzir promjene u drugim državnim ili okolišnim čimbenicima koji utječu na dobrobit potrošača. Vrlo je teško odrediti pravilan tretman javnih dobara, kao što su sigurnost i obrazovanje, i drugih velikih problema, kao što su zdravlje, kvaliteta vode i kriminal koji bi predstavljali potpuni okvir troškova života."

## Ekonomska teorija
Osnovu za teoriju koja stoji iza indeksa troškova života pripisuje se ruskom ekonomistu A. A. Konüsu. Teorija pretpostavlja da su potrošači optimizatori i da žele što veću korisnost od novca koji moraju potrošiti. Može se pokazati da ove pretpostavke dovode do "funkcije troškova potrošača", C ( u, p ), troška postizanja razine korisnosti u s obzirom na skup cijena p . Pod pretpostavkom da se funkcija troškova održava tijekom vremena (tj. ljudi dobivaju istu količinu korisnosti od jednog skupa kupnji u godini kao što bi kupili isti skup u drugoj godini) dovodi do "pravog indeksa troškova života". 
Opći oblik za Konüsov pravi indeks troškova života uspoređuje funkciju troškova potrošača s obzirom na cijene u jednoj godini s funkcijom troškova potrošača s obzirom na cijene u drugoj godini:
{\displaystyle P_{K}(p^{0},p^{1},u)={\frac {C(u,p^{1})}{C(u,p^{0})}}}
Budući da se u može definirati kao korisnost primljena od skupa dobara mjerenih u količini, q, u se može zamijeniti s f ( q ) kako bi se dobila verzija stvarnog indeksa troškova života koja se temelji na cijeni i količinama kao i većina drugih indeksa cijena:
{\displaystyle P_{K}(p^{0},p^{1},q)={\frac {C(f(q),p^{1})}{C(f(q),p^{0})}}}
Jednostavnije rečeno, pravi indeks troškova života je trošak postizanja određene razine korisnosti (ili životnog standarda) u jednoj godini u odnosu na cijenu postizanja iste razine sljedeće godine.
Korisnost nije izravno mjerljiva, tako da pravi indeks troškova života služi samo kao teoretski ideal, a ne praktična formula indeksa cijena. Međutim, praktičnije formule mogu se procijeniti na temelju njihovog odnosa s pravim indeksom troškova života. Jedna od najčešće korištenih formula za indekse potrošačkih cijena, Laspeyresov indeks cijena, uspoređuje cijenu onoga što je potrošač kupio u jednom vremenskom razdoblju (q0 ) s time koliko bi koštala kupnja istog skupa roba i usluga (košarice) u kasnijem razdoblju. Budući da bi korisnost iz q0 u prvoj godini trebala biti jednaka korisnosti iz q0 u sljedećoj godini, Laspeyres daje gornju granicu za pravi indeks troškova života. Laspeyres služi samo kao gornja granica, jer se potrošači mogu okrenuti supstituiranju za onu robu koja je postala skuplja i postigla istu razinu korisnosti od q0 za nižu cijenu. Nasuprot tome, Paascheov indeks cijena koristi trošak skupa dobara kupljenih u jednom vremenskom razdoblju s troškom koji bi bio poduzet za kupnju istog skupa dobara u ranijem vremenskom razdoblju. Može se pokazati da je Paasche donja granica za pravi indeks troškova života. Budući da se gornja i donja granica stvarnog indeksa troškova života mogu pronaći kroz Laspeyresov i Paascheov indeks, geometrijski prosjek ta dva, poznat kao Fisherov indeks cijena, bliska je aproksimacija stvarnog indeksa troškova života ako gornja i donja granica nisu previše udaljene.

## Vanjske poveznice
- Indeks troškova života u pojmovniku, US Bureau of Labour Statistics Division of Information Services, ,